# Laurentius Ragvaldi
Laurentius Ragvaldi, född 1493, död 1579 i Vreta klosters församling, Östergötland, var en svensk präst.

## Biografi
Laurentius Ragvaldi föddes 1493. Han studerade utomlands och blev filosofie magister. Laurentius Ragvaldi blev 1524 domesticus hos biskop Hans Brask och canonicus i Linköping. År 1579 blev han kyrkoherde i Vreta klosters församling och 1550 kontraktsprost i Gullbergs kontrakt. Laurentius Ragvaldi avled 1579 i Vreta klosters församling och begravdes av biskopen Martinus Olai Gestricius.

### Familj
Laurentius Ragvaldi gifte sig 1529 med nunnan Ingegierd Georgsdotter (död 1571), dotter till militären Georg Trulsson i Ravenes. De fick tillsammans barnen Ravaldus Zacharias Ericus och Ingridi.